# Prospojni čvor
Prospojni čvorovi (eng. Packet switching nodes / Intermediate systems / Data switching exchanges) su specijalizirana računala. Zadaća im je prenositi podatke između nekoliko ulaznih i nekoliko izlaznih linija.